# Еберхард II (епископ на Констанц)
Еберхард II фон Валдбург (на немски: Eberhard II von Waldburg; † 20 февруари 1274, Констанц) е княжески епископ на Констанц (1248 – 1274).

## Живот
Той е благородник от швабския род Валдбург. Син е на трушсес Еберхард I фон Тане-Валдбург († сл. 1237) и първата му съпруга Аделхайд фон Валдбург, дъщеря на трушсес Хайнрих фон Валдбург († 1208) и Аделхайд фон Аугсбург († сл. 1221). Брат е на Конрад фон Тане († 1275), домхер в Констанц, пропст на Тане (1237), Хайнрих фон Тане, свещеник в Бургвайлер (1266 – 1271). Внук е на Фридрих фон Тане († 1197). Племенник е на Хайнрих фон Тане († 1248), епископ на Констанц (1233 – 1248).
Еберхард II е през 1235 г. домхер, пропст на „Св. Стефан“ в Констанц (1236 – 1248), свещеник в Мескирх през 1241 г. На 3 септември 1248 г. е избран за епископ на Констанц след чичо му Хайнрих фон Тане. Той е привърженик на папската партия.
От 1262 г. той е опекун и съветник на малолетния Конрадин, който е екзекутиран на 29 октомври 1268 г. в Неапол. През 1251 г. той създава „дворец Готлибен“ пред вратите на Констанц.
Като епископ той има множество конфликти особено с град Констанц и княжеското Абатство Санкт Гален. Малко преди смъртта си той се присъединява към хабсбургския крал Рудолф I.
Епископ Еберхард фон Валдбург умира на 20 февруари 1274 г. и е погребан в катедралата на Констанц.